# Willemsoord (Le Helder)
Ne doit pas être confondu avec Willemsoord, village de la commune de Steenwijkerland

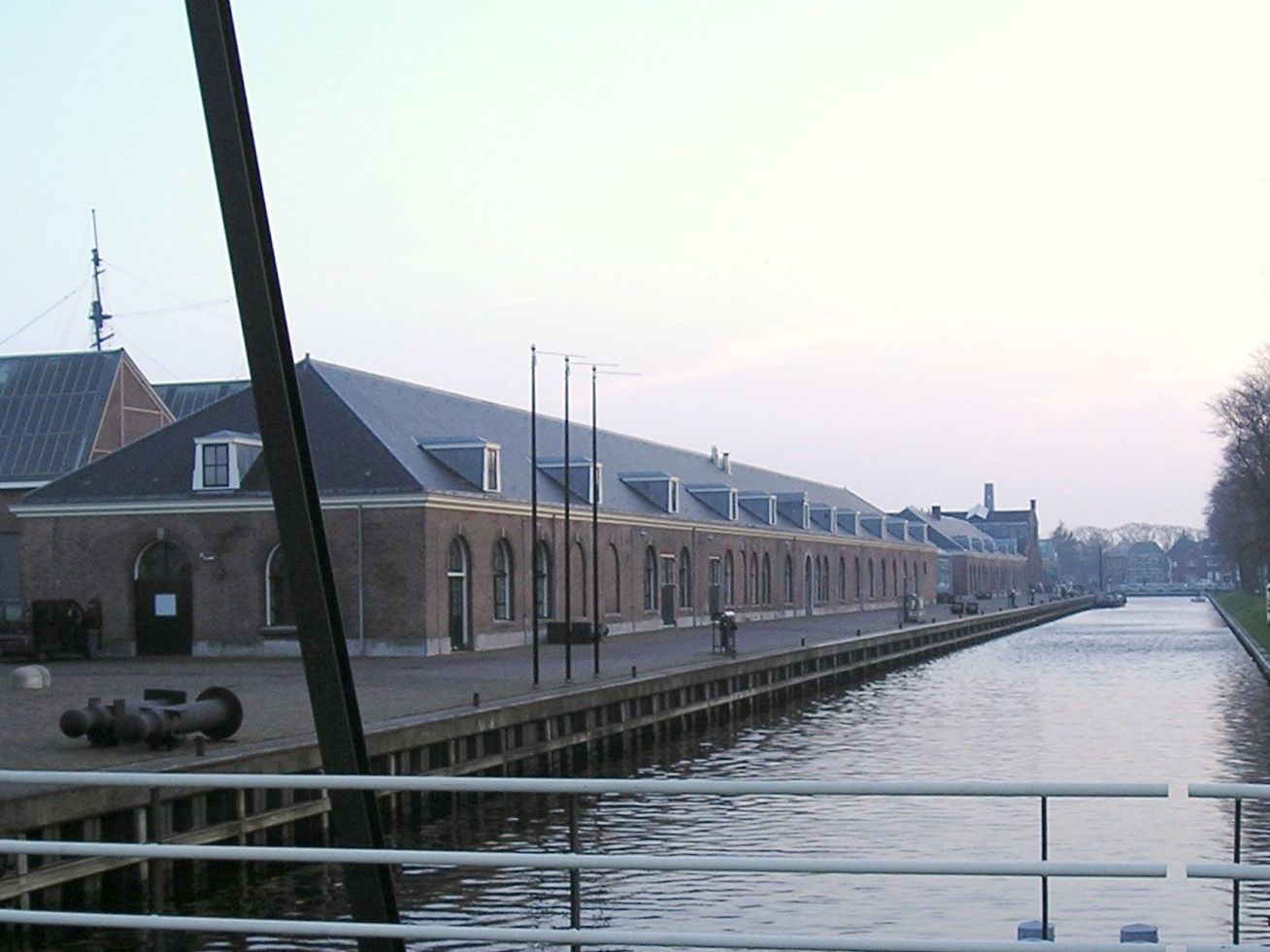
L'ancien chantier naval d'État au Helder

Willemsoord est une ancienne grande base navale de la Marine royale néerlandaise au Helder. 
C'est aujourd'hui un musée maritime, qui abrite le musée de la marine néerlandaise (en néerlandais : Marinemuseum) et le National Reddingmuseum Dorus Rijkers. 
En 2009, la réplique du navire de la Compagnie néerlandaise des Indes orientales Prins Willem, qui se trouvait dans un dock (visible par le public), a brûlé.

## Le port de Nieuwediep: origine de la base navale

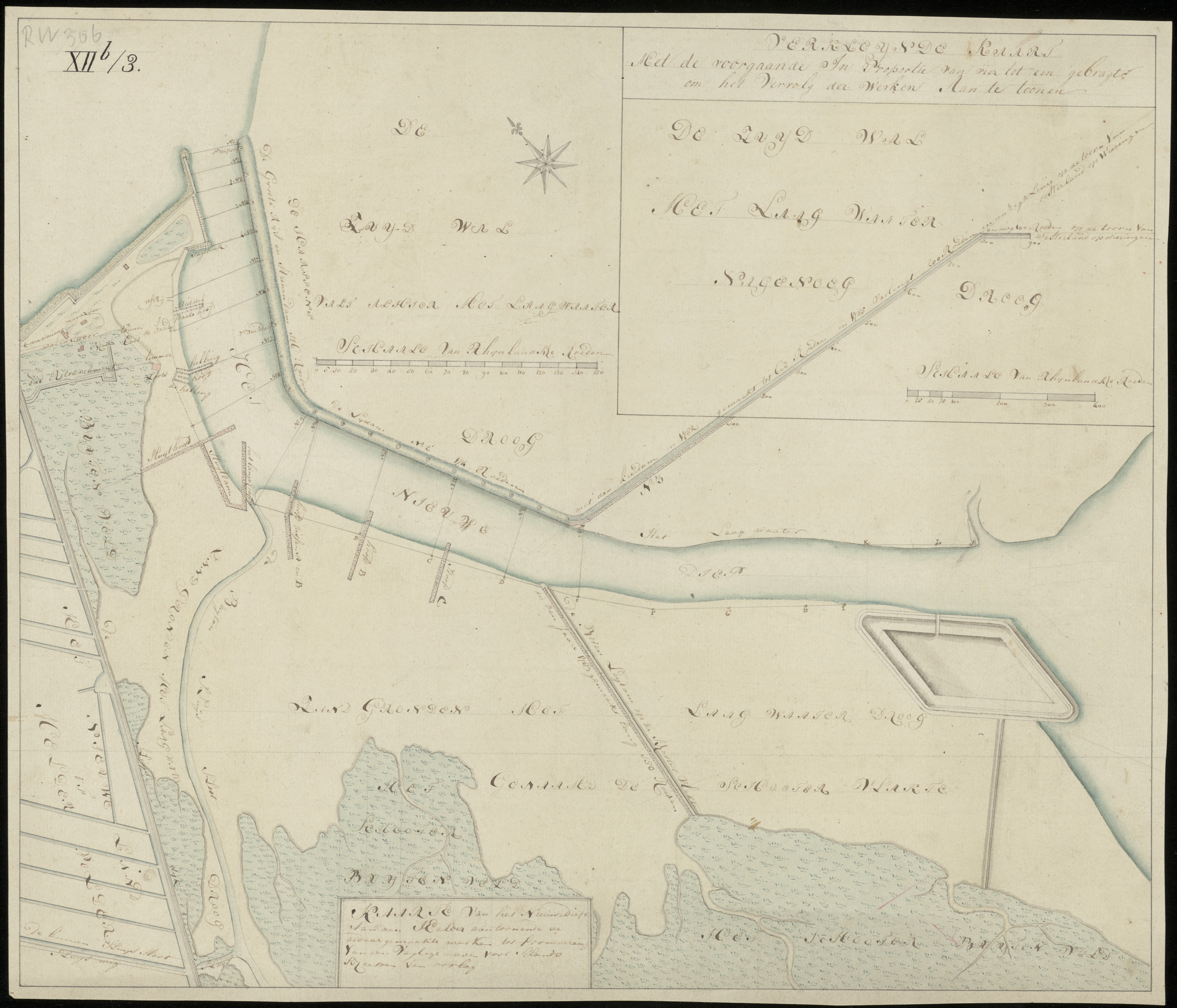
Le Nieuwediep avec les barrages qui en ont fait un port profond, notez également le Nieuwe Werk de 1792 sur la droite.

Aux XVIIe et XVIIIe siècles, il est devenu de plus en plus difficile pour les grands navires de se rendre régulièrement dans les villes néerlandaises de la Zuiderzee. De nombreux navires ont donc jeté l'ancre dans la rade de Texel où beaucoup de transbordement était effectué par de petits bateaux qui mouillaient en toute sécurité dans la Nieuwediep. La Nieuwediep était une étendue d'eau profonde proche de la côte, près de ce qui allait devenir plus tard Le Helder, et était bien protégé par un haut-fond.
L'importance d'une base protégée pour la marine néerlandaise a été soulignée à nouveau par la quatrième guerre anglo-néerlandaise. La Nieuwediep était un emplacement idéal, mais pas assez profond pour les navires de guerre et les navires des Indes orientales car il y avait une bosse dans l'embouchure du Nieuwediep. Un plan visant à créer un port utile et sûr pour les navires de guerre dans la Nieuwediep a été élaboré par: Le capitaine W. May, capitaine d'armement de l'Amirauté d'Amsterdam; C. Brunings, inspecteur général des rivières et les arpenteurs B. Goudriaan, L. de Berge et P. Haage. Ils précisent qu'un tel port doit être assez grand pour permettre de placer les navires à une distance suffisante les uns des autres, doit protéger les navires des intempéries et de la glace, doit avoir une profondeur de 20 pieds (6 mètres) en jusant à l'entrée, et de 24 pieds (7,3 mètres) en jusant aux points d'amarrage. La Nieuwdiep ne manquait que de la profondeur requise. Les 6 et 27 août 1781, une commission fut alors mandatée et ordonnée pour exécuter ce plan.
Le 5 septembre 1781, l'ordre fut donné de créer un barrage en pierre à l'est du Nieuwediep, qui devait guider le flux de reflux pour 348 500 florins. Il devait être construit en trois parties (cf. la carte). La première partie, le "grand barrage en pierre et en bois" (Groote Rijs en Steenen dam) mesurait 475 mètres de long. La deuxième partie, un barrage en ardoise (Lijdam), mesurait 655 m de long. La troisième partie (Keerdam) s'étendait vers l'est pour capter le flux de reflux et mesurait 2 260 m de long. La deuxième partie était prête à temps en juin 1782. La livraison des autres parties fut retardée par les difficultés d'expédition des lourdes pierres nécessaires. En octobre 1782, la troisième partie fut terminée, la première partie suivant quelques semaines plus tard. Néanmoins, les premiers effets se manifestèrent lorsqu'en août 1782, on découvrit que la bosse dans la bouche du Nieuwediep avait été abaissée de 1 à 1,5 mètre. En octobre 1782, l'ordre est alors donné de draguer un passage à travers la bosse avant décembre 1782. Cela devint mars 1783, mais en avril, la profondeur avait effectivement atteint 19 pieds et plus, et quelques navires de guerre armés avaient déjà jeté l'ancre dans le port.
En juin 1783, 33 000 florins ont été dépensés pour la construction d'un barrage (lijdam) de 500 m s'étendant en direction du sud-ouest depuis l'entrée sud du Nieuwediep, créant un entonnoir avec la partie 3. Pour faciliter le passage des navires, 8 800 florins ont été dépensés pour 7 dolphins(cf. carte). 58 000 florins furent réservés pour le dragage ultérieur, qui après des retards sera exécuté en 1784.
Nieuwediep est immédiatement devenu un port important pour le commerce. Traditionnellement, de nombreux navires hésitaient à se rendre au Zuiderzee en hiver, car la glace bloquait souvent les ports. Maintenant, ils pouvaient naviguer vers Nieuwediep, qui était libre de glace la plus grande partie de l'hiver. Durant l'hiver 1783-1784, 60 à 70 navires chargés passaient l'hiver à Nieuwediep, à l'abri des glaces. Cela a conduit à la création de quelques installations supplémentaires pour 30 000 florins en 1784. Un avantage particulier était que les navires du sud, chargés de denrées périssables comme les fruits, pouvaient décharger à Nieuwediep. Pendant l'hiver 1784-1785, il y avait 150 navires à Nieuwediep, parmi lesquels des marchands avec un tirant d'eau de 18-20 pieds (5,4-6 mètres) qui gisaient quelque peu au fond du port. L'activité de transbordement a également changé. Il est devenu plus sûr car il pouvait désormais être effectué au port, mais il est également devenu moins cher, car il prenait moins de temps.
Pour les grands navires de guerre, la profondeur n'était pas encore suffisante. C'est pourquoi, en 1785, la troisième partie du barrage oriental a été prolongée de 750 m, puis d'un autre morceau de 376 m s'étendant au sud-ouest. En 1785, les navires de la ligne hivernèrent à Nieuwediep. Pourtant, Nieuwediep n'était rien d'autre qu'un port. Il manquait d'installations comme des magasins et des ateliers de réparation, qui en feraient une véritable base navale.

## Nieuwediep devient une base navale

La Nieuwediep avec la batterie et la Nieuwe Werk en 1810.

### Batteries
En 1792, de petites fortifications de terrain ont été réalisées sur le côté nord du Nieuwediep. En 1793, il y avait une batterie appelée Princes d'Orange. Elle comptait 28 canons de 24 livres et était située sur le Kaaphoofd, à l'ouest du Helder. Entre Le Helder et la Nieuwediep, à l'embouchure de la Nieuwediep, il y avait une batterie de 11 batteries de 24 livres appelée Erfprinses (plus tard appelée "Unie"). En 1793, il y avait également le navire Prinses Louisa de 54 canons, la coque Hyena de 20 canons de 18 livres, et quelques canonnières.

### Le Nieuwe Werk
En 1792 également, un atelier de réparation appelé "Het Nieuwe Werk" a été fondé. Elle était également appelée "Kielplaats" (en néerlandais: lieu de carénage). Il était équipé d'une écluse. Les navires pouvaient y entrer à marée haute, être tirés sur le côté à marée basse et y rester jusqu'à la fin du carénage. C'était un projet très sensible. Le carénage était une chose, il était souvent effectué dans toutes sortes d'endroits. La suite logique serait un atelier de réparation avec des magasins, ce à quoi les villes du Zuiderzee (y compris Amsterdam) s'opposaient avec véhémence. Bien sûr, elles craignaient qu'une chose en entraîne une autre, d'abord une base navale avec des installations, puis le commerce lui-même qui s'écoulait à Nieuwediep. Après la révolution batave (en néerlandais : Bataafse Revolutie), l'intérêt national l'emporta quelque peu sur les intérêts locaux. Le 20 juillet 1795, le comité national de la marine ordonna la construction d'une maison, de trois entrepôts en bois et d'un bâtiment adapté à une forge. Tous devaient être érigés dans les limites du Nieuwe Werk. Il est à noter que des intérêts particuliers ont quand même réussi à limiter les bâtiments.

### L'invasion anglo-russe
En 1799, l'invasion anglo-russe de la Hollande a conduit à la capture de Nieuwediep et du Nieuwe Werk le 29 août, après que les deux aient été évacués. Les Anglais avaient alors trouvé 95 canons et de nombreuses fournitures dans le Nieuwe Werk. Ils ont également capturé de nombreux navires : les navires de ligne : Verwachting (66 canons), Broederschap (55 canons) et Hector (44 canons) ; les frégates : Helder (32 canons), Jollock (24 canons), Minerva (24 canons), Venus (24 canons), Alarm (24 canons) et les navires à deux ponts des Indes orientales : Duifje (12 canons), Expeditie (16 canons), Constitutie (12 canons), Schoone Antoinette (12 canons), Unie (12 canons) et quatre navires à un seul pont, tous sans équipage. La présence des pavillons orange à Nieuwediep a probablement eu une grande influence sur l'incident de Vlieter du 30 août. Une flotte néerlandaise composée de huit navires de ligne et de quatre frégates, maintenant séparée de sa base, s'est mutinée et s'est rendue sans tirer un seul coup de feu.

## Base fortifiée Nieuwediep

### Le Helder se renforce
Les autorités néerlandaises ont maintenant compris qu'une flotte ne pouvait être en sécurité à Nieuwediep que si elle était également protégée du côté terrestre. Déjà en 1803, le vieux village du Helder a été fortifié. La pointe de Nieuwediep (y compris la batterie De Unie) était quelque peu entourée de murs, et des fortifications de campagne furent érigées pour protéger les autres batteries côtières côté terre. Le Nieuwe Werk a également reçu quelques canons. Cela ne suffisait pas à protéger la base contre une attaque sérieuse, mais les fonds étaient limités. Les fortifications légères ne protégeaient pas contre un siège, mais elles protégeaient contre un raid. En 1807, le roi Louis Bonaparte a visité la base et a également vu le potentiel de la position. Entre-temps, les opérations se poursuivent à Nieuwediep. Des entrepôts ont été restaurés.

### Napoléon en visite à Nieuwediep
En 1811, Napoléon Bonaparte a visité Le Helder. Il a convenu avec toutes les autorités précédentes que Nieuwediep avait un grand potentiel stratégique en tant que base. La différence entre lui et les autorités précédentes était qu'il pouvait dépenser beaucoup plus. Il ordonne à Jan Blanken Jansz de construire la plus grande base navale et le plus grand chantier naval de maintenance des Pays-Bas. Celui-ci deviendra plus tard Willemsoord. Le coût total serait de 6 000 000 de francs pour les fortifications, et le même coût pour la base et une partie des travaux à Hellevoetsluis. La fortification de la position était la partie facile. En quelques années, un ensemble de forteresses et de fortifications solides a été établi, centré sur Le Helder.
Alors que les travaux de construction d'une nouvelle base dans ce qui allait devenir Willemsoord commencèrent en 1811, les opérations quotidiennes se poursuivirent au Nieuwe Werk. Napoléon donna une impulsion au Nieuwe Werk lorsqu'il décréta que toutes les réparations qui pouvaient être faites à Lorient  en France (un port qui, comme Nieuwdiep, avait un fort courant et aucun quai) devaient également être effectuées à Nieuwediep. C'est-à-dire que les navires ne doivent pas être envoyés à Medemblik pour de telles réparations. En 1812, les navires de la ligne Zoutman et Prince ont été réparés à Nieuwediep alors que l'équipage était logé à bord du vieux navire des Indes orientales Constitution.

### Siège du Helder
En 1813, les fortifications du Helder étaient si puissantes que les Français ont pu s'y maintenir lorsque les Hollandais ont jeté le joug français. Cela a conduit au siège du Helder en novembre 1813. À l'époque, la flotte néerlandaise au Helder, appelée escadrille de Texel, se composait des navires de la ligne : Prince (80 canons), Zoutman (80 canons), De Ruyter (80 canons), Evertsen (80 canons) et Doggersbank ; les frégates Meuse (44 canons) et Ijssel (44 canons) (toutes deux avec équipage français) ; la corvette Venus et le brick Irène, ainsi que le brick français Iréne. Les navires de ligne sont au port et ne sont pas prêts : Amsterdam (80 canons), Brabant (76 canons), Jean de Witt (68 canons) et Rotterdam (68 canons), ainsi que les frégates Aurora et Dageraad (32 canons) et Maria Reijgersbergen (32 canons). Lorsque les Bourbons furent restaurés, l'escadrille de Texel revint aux mains des Hollandais.

### Poursuite de l'exploitation de Nieuwediep jusqu'en 1822
Lorsque l'indépendance des Pays-Bas a été rétablie, la base de Nieuwediep a continué à être l'une des bases navales nationales. Cela signifie que le port et le "Nieuwe Werk" ont continué à fonctionner pendant que les travaux de Willemsoord étaient en cours. À son apogée, le Nieuwe Werk employait jusqu'à 700 hommes. Il continuera à fonctionner jusqu'en 1822 environ. Une partie de l'ouvrage est aujourd'hui la forteresse d'Oostoever.

## Rijkswerf Willemsoord

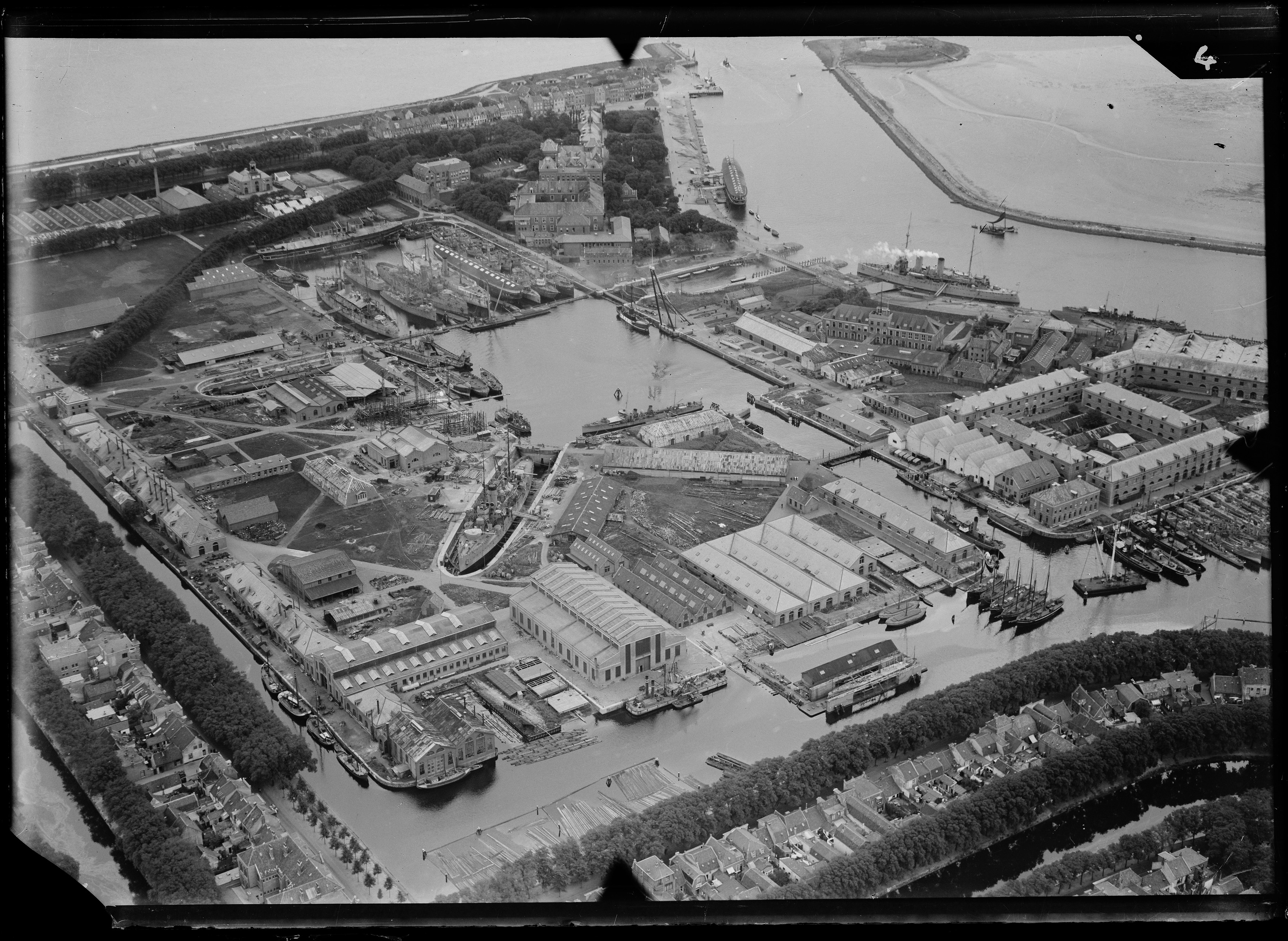
Willemsoord en pleine activité (1920-1940), le Nieuwediep se trouve en haut à droite

L'autre partie des ordres de Napoléon comprenait la création d'une base navale beaucoup plus sérieuse. Comme Flessingue et Hellevoetsluis, la nouvelle base devait disposer d'une cale sèche et d'une cale humide. Elle serait située à la sortie du Nieuwediep, et sa conception était prête en 1811. Après que les Pays-Bas eurent retrouvé leur indépendance, la construction se poursuivit et la nouvelle base reçut le nom de Willemsoord. La base était généralement connue sous le nom de "Rijkswerf Willemsoord". Ce qui la distinguait des autres chantiers navals désignés sous le nom de Rijkswerf était qu'elle était principalement un chantier de maintenance et d'équipement. Les navires construits au "Rijkswerf Amsterdam" recevaient leurs mâts, leur gréement, leurs provisions à Willemsoord. Seuls quelques navires de moindre importance sont construits à Willemsoord.
En 1822, les premiers bâtiments sont prêts : Cale sèche I, cale humide, écluse de mer, station de pompage (avec machine à vapeur) et le Werfkanaal (canal du chantier).
En 1854, l'Institut Royal de la Marine, l'école de formation des officiers de marines de la marine néerlandaise s'installe sur le site.
Une deuxième vague de construction a eu lieu entre 1857 et 1866. Elle comprenait la construction de la cale sèche II et d'un nouveau bâtiment de pompage.
Dans la première moitié du XXe siècle, le bâtiment des ateliers, la fabrique de chaudières, le lieu de travail des constructeurs de navires, l'atelier des gréements et des voiliers, les magasins et autres ateliers ont été construits.

## Seconde Guerre mondiale
Le Rijkswerf a beaucoup souffert pendant la Seconde Guerre mondiale. Les occupants ont utilisé le chantier naval avec gratitude. Cela a conduit à des bombardements qui ont également touché des cibles civiles. Sur la partie du chantier naval où se trouvent encore aujourd'hui les bâtiments des ateliers d'armement, se trouvaient le grand entrepôt et la place. Cette partie a été bombardée plusieurs fois ce qui a conduit à des bâtiments en ruines et des dizaines de morts. Le bâtiment, qui abrite aujourd'hui le bâtiment de la Fondation des monuments nautiques (bâtiment 73), a également été touché. Les Mastenloods (bâtiment 66) ont subi des dommages qui pourraient être réparés. Les bâtiments disparus étaient tous dans le même style de construction beau et austère que le bâtiment 66 et les autres bâtiments des premiers temps du Rijkswerf.
Après la Seconde Guerre mondiale, Willemsoord connaît une forte période de prospérité. Le Helder a été désignée comme la principale base navale des Pays-Bas en 1947. La flotte de guerre se composait encore d'une poignée de navires. Non seulement la ville a été reconstruite, mais aussi la flotte. La zone résidentielle Nieuw Den Helder a été construite pour les équipages nouvellement recrutés. À son apogée, environ 2 500 personnes travaillaient au Willemsoord .

## Prise de contrôle par la municipalité
Après 170 ans, la marine quitte le Willemsoord et en 1995, la municipalité du Helder reprend 20 hectares et en 2000 les 20 hectares restants du site. Dans les années qui ont suivi, la restauration des bâtiments monumentaux et les travaux de génie hydraulique ont commencé et des plans ont été élaborés pour la nouvelle interprétation culturelle et récréative. La Commission européenne, le gouvernement national, la Province et la Municipalité ont ensemble mis à disposition 80 millions d'euros de subventions à cet effet.

## Réhabilitation
Le 31 décembre 1999, la restauration du Zuidwesthoek (du bâtiment 60a jusqu'au bâtiment 63 inclus) de Willemsoord a officiellement commencé. Une pierre commémorative sur la façade de la Ketelmakerij commémore l'achèvement officiel en avril 2002. Presque en même temps, les autres bâtiments ont été restaurés. Les derniers projets de restauration : le bâtiment 51 et le bâtiment 47 ont été achevés respectivement en avril et en automne 2004.

### Docks et bâtiments historiques

#### Le bassin à flot
Le chantier national, le "Rijkswerf" néerlandais, a été construit autour d'un bassin à flot. Ce bassin a été creusé à la main de 1812 à 1823. Le sol a été utilisé pour surélever les terrains environnants. En 1857, le côté nord du bassin a été agrandi de 30 mètres, ce qui fait aujourd'hui 325 mètres de long et 135 mètres de large. À l'origine, il avait une profondeur de 8 m. Le Sea Sluice reliait le bassin à flot à la haute mer. En 1972, elle a été remplacée par une écluse plus grande. Plusieurs bâtiments remarquables entourent le bassin. Elle est reliée aux deux cales sèches.

#### Cale sèche I

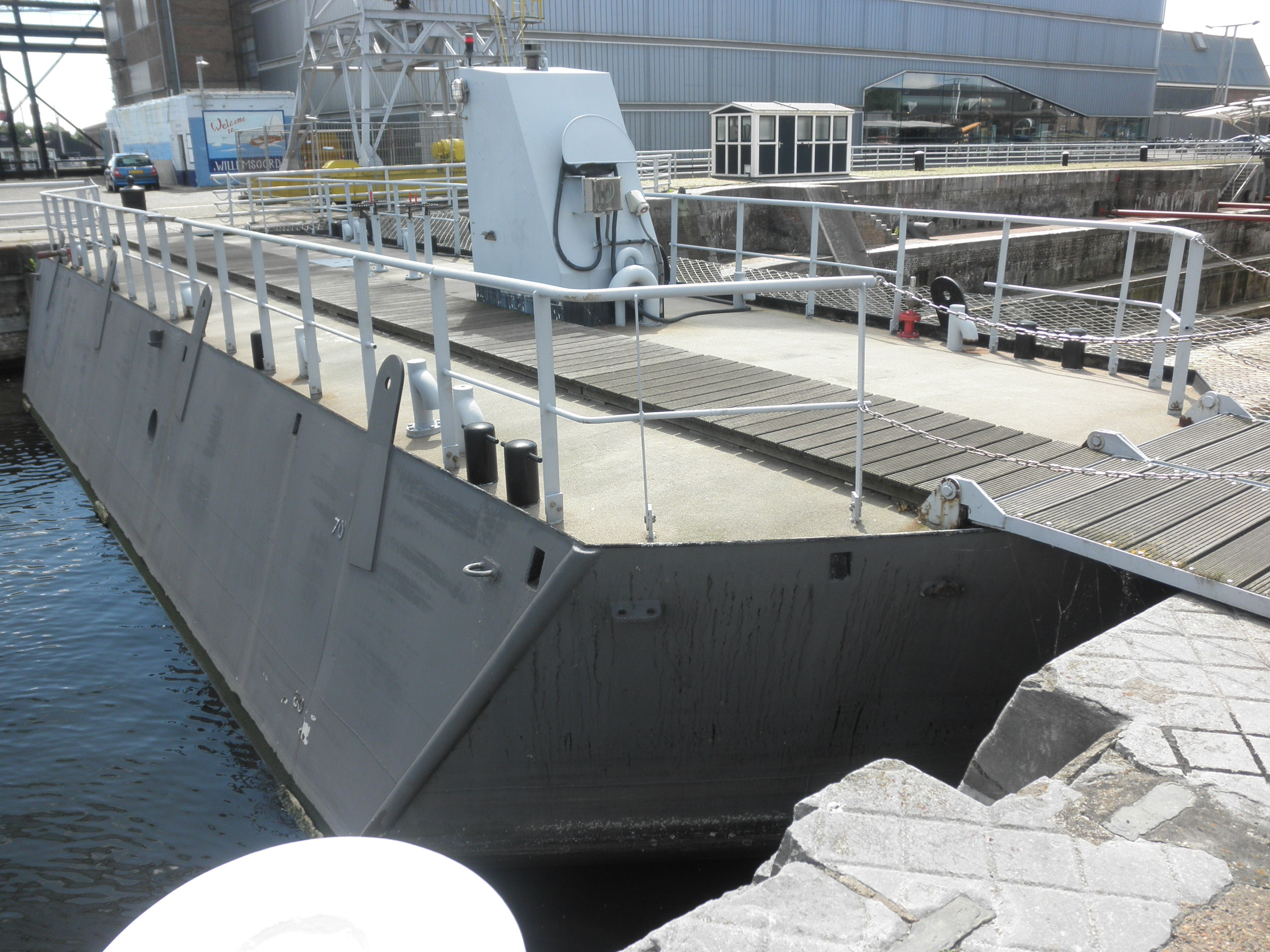
Porte flottante en cale sèche I

La cales sèche I a été conçu par Jan Blanken. Elle est en pierre et a été construite de 1812 à 1822. Elle se trouve près du bâtiment des machines à vapeur I, qui a été construit pour vider la cale sèche. La cale sèche était fermée par une porte flottante (forme de porte d'écluse  constitué d'un grand caisson flottant en fer ou en acier) qui a été remplacée depuis. Le 13 juillet 1822, le navire de ligne Willem I (anciennement Couronne) de 74 canons a été placé avec succès dans la cale sèche. Après que l'eau ait été pompée, le Willem I se tenait au fond de la cale avec tout son poids. Les autorités étaient très heureuses d'avoir maintenant prouvé que la fondation pouvait supporter le poids concentré dans la quille, et qu'elle ne se fissurait pas et ne fuyait pas à cause de pressions comme cela s'était produit en France et en Angleterre dans de telles situations. Ces premiers rapports se révéleront plus tard bien trop optimistes.
En réalité, la cale sèche a posé de nombreux problèmes. Déjà en 1821, on constatait que les terrasses et les fondations inférieures étaient poussées vers le haut. En 1826, une commission dirigée par J. Blanken commença une enquête et conseilla de réparer la cale sèche pour 59 297 florins. En 1827, un entrepreneur exigea 129 000 florins pour effectuer les travaux, et la réparation fut donc reportée. En 1829, une nouvelle estimation de 355 000 florins fut faite. En 1830, l'estimation était passée à 399 000. En 1834, la situation financière des Pays-Bas était devenue si désespérée que rien ne fut fait avant 1853. Malgré les fuites, la cale sèche I continua à être utilisée jusqu'en 1849.
Lors des discussions sur le budget de 1855, le secrétaire à la Marine proposa de suivre les conseils d'une nouvelle commission. Ce conseil consistait à faire une réparation d'urgence pour 6 000 florins, puis à réaliser deux cales sèches à Nieuwediep pour environ 1 000 000 de florins. Dans le budget de 1857, il y avait 25 000 florins pour la construction d'un barrage et le pompage de l'eau de la cale sèche. En 1857, la vieille maçonnerie du plancher fut démolie et les fondations de la cale sèche furent examinées. En 1859-1860, une nouvelle cale sèche (et donc plus petite) a été construite à l'intérieur de la cale sèche I. La cale sèche I mesure actuellement 85 mètres sur 25 au niveau du sol et a une profondeur d'environ 4 mètres. La largeur de la cale diminue progressivement jusqu'à atteindre le fond de la cale.

#### Cale sèche II

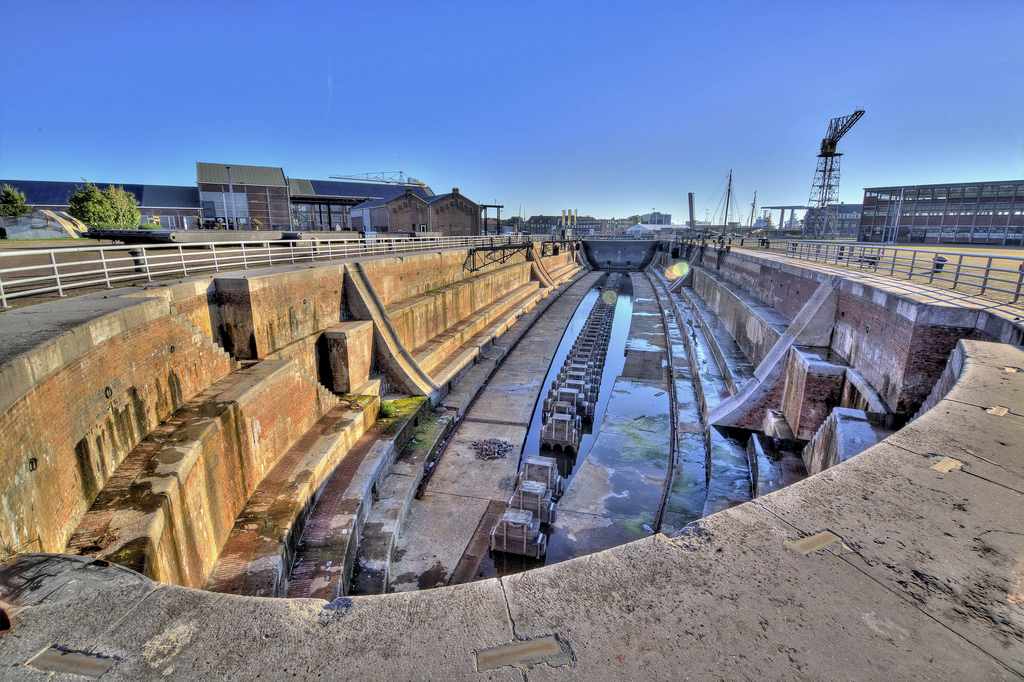
Cale sèche II, photo dans la direction de la porte flottante

L'idée de créer une nouvelle (et donc une deuxième) cale sèche à Willemsoord est née du mauvais état de la cale sèche I et du fait que les cales sèches de Hellevoetsluis et de Flessingue étaient trop petites pour les nouveaux grands navires. En avril 1856, le ministre de la marine Abraham Johannes de Smit van den Broecke proposa une loi budgétaire visant à augmenter le budget de la marine de 200 000 florins afin de commencer la réalisation de la cale sèche II. Ce projet de loi fut rejeté, car la chambre des représentants pensait qu'un dock flottant serait moins cher, néanmoins le ministre resta sur place à la demande du roi. Le successeur de De Smit van de Broecke, Johannes Servaas Lotsy, avait plus de flair politique et réussit à obtenir le financement nécessaire. La cale sèche II, également connue sous le nom de nouvelle cale sèche, fut construite de 1857 à 1866. Tout comme la cale sèche I, elle était fermée par une porte flottante, qui a été remplacée depuis.
La construction de la cale sèche II a été difficile. En août 1860, elle s'est soudainement remplie d'eau, causant de nombreux dégâts à la maçonnerie. La livraison fut alors retardée jusqu'en juillet 1862. En septembre, quelques mois plus tard seulement, la catastrophe s'est produite. Le fond de la cale sèche fut poussé vers le haut, et de nombreuses failles s'ouvrirent, inondant la cale. Il fallut quatre ans pour renforcer la construction et réparer les dégâts. En 1866, la cale sèche II est enfin prête. Le 27 mai 1867, le HNLMS Adolf van Nassau entre en cale sèche II à Willemsoord avec tous ses canons à bord, prouvant ainsi qu'il peut accueillir les plus lourds navires néerlandais.
En 1966, le plancher de la cale sèche fut remplacé par un plancher en béton armé. Les pompes de la cale sèche II étaient actionnées par des machines à vapeur et étaient logées dans le "Gebouw 56" (bâtiment 56). La cale sèche II mesure 120 mètres de long sur 25 mètres de large. La profondeur de la cale est de 8 mètres.

#### Bâtiment des machines à vapeur

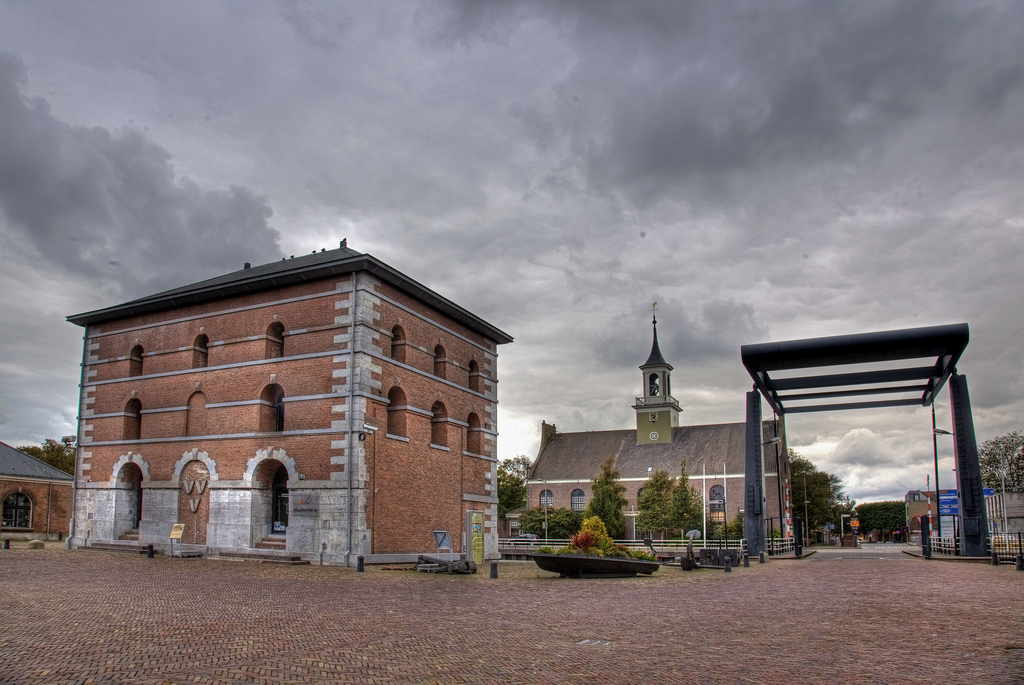
Stoommachinegebouw

Le bâtiment des machines à vapeur (stoommachinegebouw) a été construit de 1813 à 1823. Il a été conçu par Jan Blanken dans un style néo-classique. Le bâtiment devait abriter une machine à vapeur. Sa vapeur actionnerait 9 pompes cylindriques pour vider rapidement la cale sèche I. Un égout souterrain reliait le bâtiment à la cale sèche. En 1862, le bâtiment est devenu superflu en raison de la construction d'un nouveau bâtiment de machines à vapeur pour la cale sèche II. Le bâtiment a été converti pour stocker la ferronnerie et le blé pour la boulangerie navale aux niveaux supérieurs. En 1889, les niveaux inférieurs ont également été convertis en entrepôts de blé. Cela lui vaut le nom de "graanpakhuis", qui signifie "entrepôt de blé". Avant et pendant la Seconde Guerre mondiale, le bâtiment a été renforcé avec du béton armé. En 1942, le toit a également été remplacé par un toit en béton armé. En 2004, le bâtiment a été restauré et désigné pour abriter l'Office du tourisme.

### Restauration
Plusieurs restaurants sont situés sur Willemsoord. En 2019, un certain nombre de cafés et une boîte de nuit ont déménagé de la Koningstraat à Willemsoord, formant ainsi, avec les cafés déjà situés à Willemsoord, le nouveau quartier de divertissement du Helder. À côté de la marina de Willemsoord se trouve un entrepôt et une cantine en bois datant de 1870 dans lequel se trouve le café 't Zwaantje. Depuis l'ouverture du nouveau théâtre en 2015, un restaurant de théâtre se trouve également sur le site. Jusqu'en 2020, il existait un lieu de manifestation avec un petit auditorium dans le bâtiment 62.

### Autre interprétation

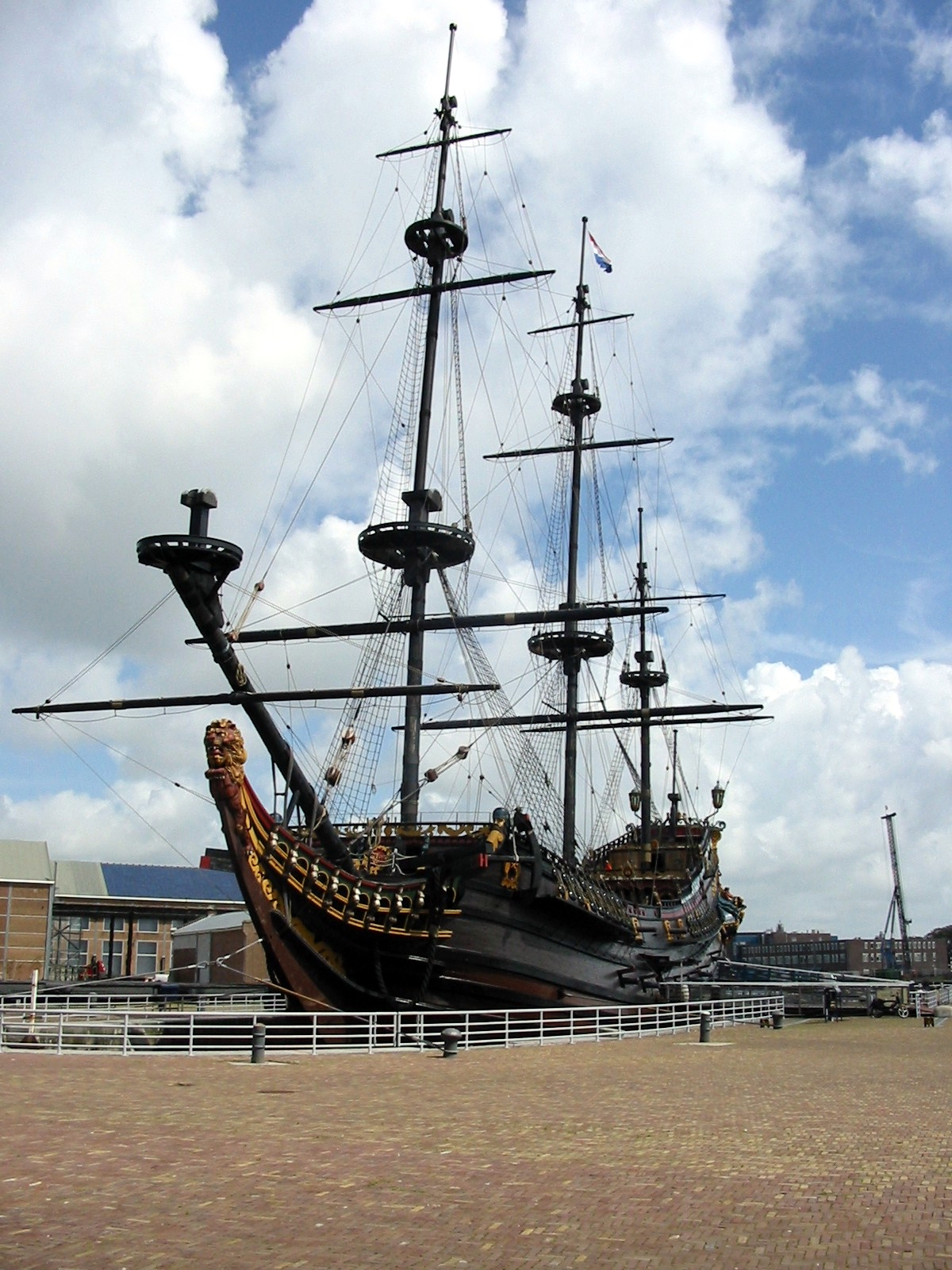
La réplique du navire VOC Prince William sur l'ancien chantier naval impérial

Le Souveniershop 't Zwaantje est situé dans le même bâtiment que le café 't Zwaantje. Dans le bâtiment 51, vous trouverez un cinéma Kinepolis et une aire de jeux intérieure. Le bâtiment 51 abritait auparavant une salle de jeu, une patinoire intérieure et un bowling. Le bâtiment 52a abrite la Kunstuitleen Den Helder et l'office du tourisme. Plus loin, dans le bâtiment 52, il y a un casino.
Le Prince Willem, navire de transport de COV reconstruit, est également amarré dans cet ancien chantier naval depuis 2003 et peut être visité par le public. Un incendie s'est déclaré au fond du navire le 30 juillet 2009. Il n'y avait plus rien à sauver. Le bateau-phare Texel (n° 10) est amarré sur le côté sud du site, à côté de celui-ci, le mât d'éclairage du bateau-phare Texel (n° 11) se trouve sur le site.
Le musée de la marine, le théâtre De Kampanje et le musée national du sauvetage Dorus Rijkers sont situés sur le vaste terrain. Depuis 2014, une scène en plein air, composée de portes d'écluses, se trouve sur le terrain. Le site abrite une marina et dispose d'un emplacement pour les campeurs.
Début 2019, il a été annoncé que la mairie de la municipalité du Helder serait transférée à Willemsoord.

### Événements
Un certain nombre d'événements annuels ont lieu à Willemsoord ;
- Historisch Weekend ; Lors de cet événement, qui a lieu depuis 1996, toutes sortes de propriétaires de patrimoine mobile, tels que des voitures, des bus, des bateaux, des motos, des vélos et autres véhicules de transport, se réunissent pour montrer leurs biens. Chaque année, il y a également un marché dans l'un des bâtiments. Dans ce bâtiment, les collectionneurs montrent leur collection comprenant des voitures anciennes, des Meccano et des lampes anciennes.
- Pendant la Journée de la musique, qui a lieu chaque année au Helder, on peut également assister à divers spectacles à Willemsoord.
- Koningsdagmarkt (marché du jour du Roi), le jour du Roi, il y a un marché aux puces sur le terrain.

Passé
- Visserijdagen ; De 2010 à 2015, les Visserijdagen Den Helder se sont tenus à Willemsoord, avec toutes sortes de bateaux de pêche venant à Willemsoord. Il y avait un marché et il était possible de jeter un coup d'œil sur les différents cotres. Il y avait aussi une vente aux enchères de poissons pour les particuliers, une foire, des vieux métiers, des démonstrations, des allers-retours, des fumeurs de poissons et de la musique.
- Des foires ont été organisées sur le terrain.
- Lors de plusieurs éditions de Sail Den Helder, Willemsoord a été un lieu d'événements avec des performances de Wolter Kroes et O'G3NE, entre autres.
- En 2010, lors des célébrations des 100 ans de Woningstichting et en 2018, lors du festival de la ville, ont joué entre autres Stadshart op Koers, Van Dik Hout, Loïs Lane, George Baker et Miss Montreal (nl).

### Sources
- Staten van Holland en Westvriesland (1785), Resolutien van de Heeren Staten van Hollandt en Westvriesland, Volume 180
- Herman, H. (1923), Geschiedenis onzer Zeemacht tijdens de Fransche Overheersching,
- Handelingen (1855), Handelingen van de Staten-Generaal 1854-1855
- Handelingen (1857), Handelingen van de Staten-Generaal 1856-1857